# Kuksy

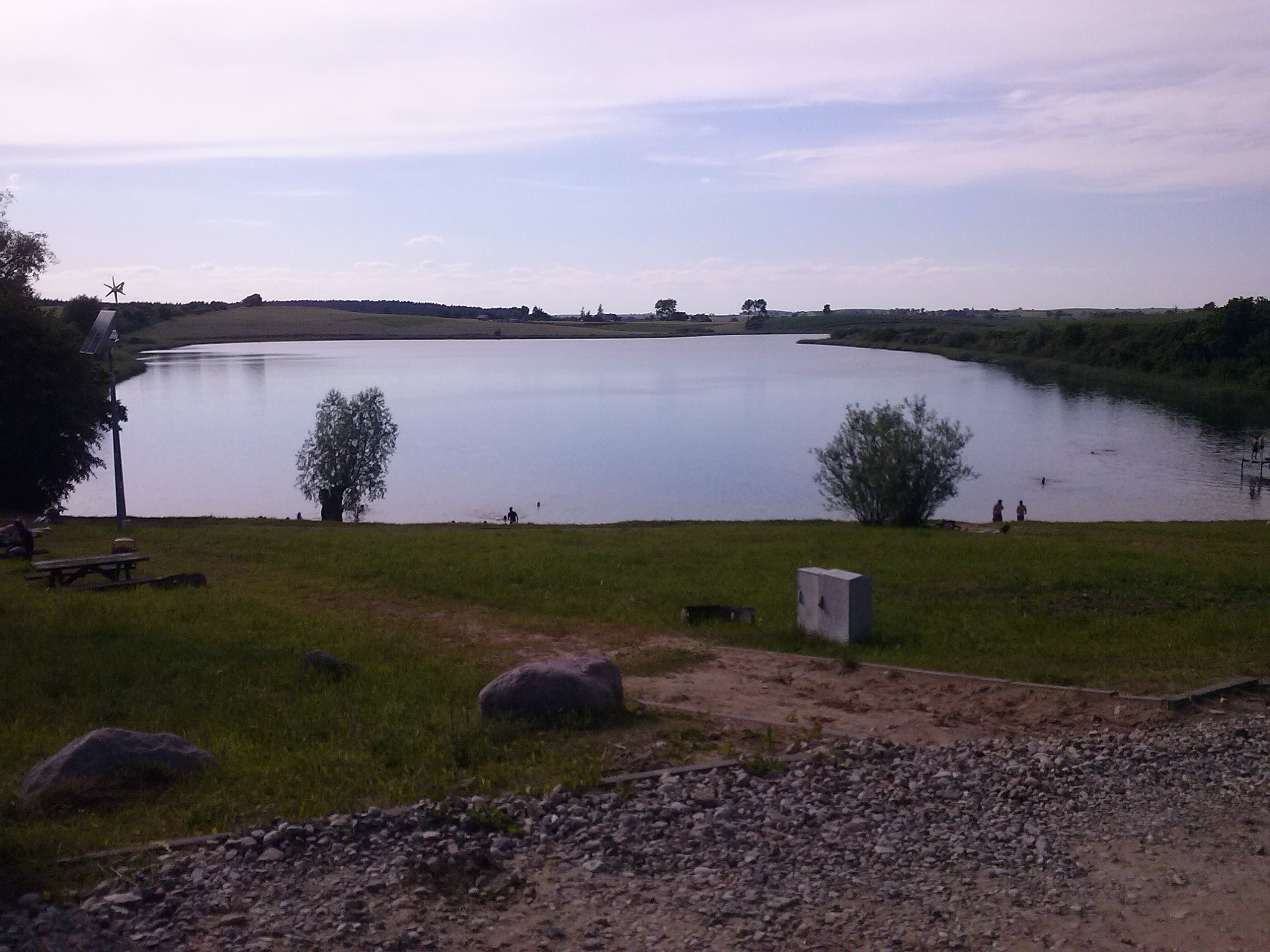
Jezioro Kuksy (Kukskie)

Kuksy (niem. Kuxen) – przysiółek wsi Morany w Polsce, położony w województwie pomorskim, w powiecie sztumskim, w gminie Dzierzgoń. Wchodzi w skład sołectwa Morany. Miejscowość jest położona nad Jeziorem Kuksy (Kukskim).
Pierwotnie (w II połowie XIV wieku) występowała nazwa Gawsyeun. Były to dobra rycerskie. Na przełomie XV i XVI wieku pojawiały się nazwy Kuxen, Kuchsen i Kuxy. W II połowie XVII wieku pojawiła się nazwa Chuxtv.
Wieś szlachecka położona była w II połowie XVI wieku w województwie malborskim. W latach 1945–1975 miejscowość administracyjnie należała do województwa gdańskiego, a w latach 1975–1998 do województwa elbląskiego.